# Spirotropis eurytima
Spirotropis eurytima é uma espécie de gastrópode do gênero Spirotropis, pertencente a família Drilliidae.